# Agatanushi
Agatanushi es el nombre por el que se conocían en el Japón del siglo VI los funcionarios que disponían de derechos de cesión de tierras pertenecientes al emperador. Este grupo, junto con otros funcionarios, constituían una especie de burguesía, que llegó a gozar de una fuerte influencia en el período Nara, en el siglo VIII.
- Datos: Q10746487